# Луїс Ернесто Кастро
Луїс Ернесто Кастро Санчес (ісп. Luis Ernesto Castro Sánchez, 31 липня 1921, Монтевідео — 17 грудня 2002, там само) — уругвайський футболіст, що грав на позиції нападника, зокрема, за клуб «Насьйональ», а також національну збірну Уругваю.
Дев'ятиразовий чемпіон Уругваю.

## Клубна кар'єра
Народився 31 липня 1921 року в місті Монтевідео. Вихованець футбольної школи клубу «Насьйональ». 
Дорослу футбольну кар'єру розпочав 1936 року в основній команді того ж клубу, в якій провів чотирнадцять сезонів, взявши участь у 274 матчах чемпіонату.  У складі «Насьйоналя» був одним з головних бомбардирів команди, маючи середню результативність на рівні 0,61 голу за гру першості.
Протягом 1950 року захищав кольори клубу «Рівер Плейт».
Завершив ігрову кар'єру у команді «Дефенсор Спортінг», за яку виступав протягом 1951—1954 років.

## Виступи за збірну
1942 року дебютував в офіційних матчах у складі національної збірної Уругваю. Протягом кар'єри у національній команді провів у її формі 24 матчі, забивши 5 голів.
У складі збірної був учасником Чемпіонату Південної Америки 1942 року в Уругваї, здобувши того року титул континентального чемпіона і Чемпіонату Південної Америки 1945 року у Чилі.
Був присутній в заявці збірної на чемпіонаті світу 1954 року у Швейцарії, але на поле не виходив.
Помер 17 грудня 2002 року на 82-му році життя у місті Монтевідео.

## Титули і досягнення
- Чемпіон Уругваю (9):

«Насьйональ»: 1939, 1940, 1941, 1942, 1943, 1946, 1947, 1948, 1950
- Чемпіон Південної Америки: 1942